# Candresse
Candresse (gaskonsko Candressa) je naselje in občina v francoskem departmaju Landes regije Akvitanije. Naselje je leta 2009 imelo 805 prebivalcev.

## Geografija
Kraj leži v pokrajini Gaskonji 6,5 km vzhodno od središča Daxa.

## Uprava
Občina Candresse skupaj s sosednjimi občinami Bénesse-lès-Dax, Dax, Heugas, Narrosse, Oeyreluy, Saint-Pandelon, Saugnac-et-Cambran, Seyresse, Siest, Tercis-les-Bains in Yzosse sestavlja kanton Dax-Jug s sedežem v Daxu. Kanton je sestavni del okrožja Dax.

## Zanimivosti
- cerkev sv. Evgenije;